# Adriaan de Groot
Adriaan de Groot, anche Adrianus Dingeman (Santpoort, 26 ottobre 1914 – Schiermonnikoog, 14 agosto 2006), è stato uno scacchista e psicologo olandese.
È famoso per i suoi esperimenti sulle menti dei campioni di scacchi negli anni 1940-60. Nel 1946 scrisse la sua tesi Het denken van den schaker, che nel 1965 fu tradotta in inglese e pubblicata con il titolo Thought and choice in chess (Pensiero e scelta negli scacchi).  
De Groot giocò con l'Olanda nelle olimpiadi degli scacchi del 1937 a Stoccolma e del 1939 a Buenos Aires. 
Nel 1973 divenne membro della Royal Netherlands Academy of Arts and Sciences. 

## Studio sui giocatori di scacchi
Lo studio coinvolse giocatori di tutti i livelli, da principianti a campioni. De Groot analizzò i processi mentali e i meccanismi cognitivi che entrano in gioco quando si deve giocare una mossa. Ai partecipanti agli esperimenti era richiesto di risolvere un problema di scacchi sotto la supervisione di un ricercatore e di esprimere oralmente i processi mentali in modo da poterli registrare.
De Groot scoprì che la maggior parte degli elementi importanti per decidere quale mossa giocare si delineano durante i primi secondi di esposizione ad una nuova posizione. Egli identificò quattro stadi decisionali. Nel primo stadio, detto di orientamento, il soggetto valuta la posizione e determina un'idea molto generale di cosa fare successivamente. Nel secondo stadio, detto di esplorazione, il soggetto analizza alcuni rami dell'albero di gioco. Nel terzo stadio, o fase investigativa, il soggetto sceglie la mossa probabilmente migliore. Infine nel quarto stadio, la cosiddetta fase di verifica, il soggetto conferma o meno che i risultati della fase investigativa siano corretti.

## Pubblicazioni
- Thought and choice in chess  (1965).
- Saint Nicholas, A psychoanalytic study of his history and myth  (1965).
- Methodology. Foundations of inference and research in the behavioral sciences  (1969).
- Perception and memory in chess: Heuristics of the professional eye  (1996; con Fernand Gobet e Riekent Jongman).